# Rocky Linux
Rocky Linux je linuxová distribuce, jež má být binárně kompatibilním downstreamem distribuce Red Hat Enterprise Linux tím, že použije jeho veřejně přístupné zdrojové kódy (tzv. klon). Měla by tak nahradit původní způsob vydávání distribuce CentOS, která podle oznámení z 8. prosince 2020 přešla na konci roku 2021 na průběžně vydávaný model distribuce CentOS Stream.

## Vydání
| Verze | Vydáno     | Aktivní podpora | Konec podpory |
| ----- | ---------- | --------------- | ------------- |
| 8     | 2021-05-01 | 2024-05-31      | 2029-05-31    |
| 9     | 2022-07-14 | 2027-05-31      | 2032-05-31    |